# Ivo Maturino María de Querbeuf
Ivo Maturino María de Querbeuf o  Querboeuf (en francés Yves Mathurin Marie Tréaudet de Querbeuf), jesuita, nació en Landerneau en 1726 y murió en 1799 en Alemania, donde se había refugiado durante la revolución.
Publicó una edición de las Carta edificantes y curiosas, etc (París, 1780, 1783, veinte y seis tomos en 12°); Memorias para servir à la historia de Luis, delfín de Francia (París, 1777, dos tomos en 12°); Observaciones sobre el Contrato social de Rousseau, por el padre Berthier (Paris, 1789, en 12°); Los Sermones de su compañero el padre de Neuville (1776, ocho tomos en 12°); la Oración fúnebre del duque de Borgoña traducción del latín del padre Wíllermot (París, 1761, en 12°); y un Compendio de los principios de Bossuet y de Fenolon sobre la soberanía, publicado por el abate Emery (París, 1791, en 8°). También se debe a Querbeuf una edición, aunque no se concluyó, de las Obras de Fenelon (París, 1787-1792, nueve tomos en 4°).